# اوماتاک
اوماتاک (به انگلیسی: Umatac, Guam) یک روستا در کشور گوآم است.

## خصوصیات
اوماتاک ۷۸۲ نفر جمعیت دارد.